# Asdwadzadour
Asdwadzadour (Astvadzatur I Sasuntsi – Narin, (orm.) Աստուածատուր Ա. Սասունցի – Նարին) – duchowny Apostolskiego Kościoła Ormiańskiego, w latach 1693–1694 jeden z patriarchów tego Kościoła, Patriarcha-Katolikos Wielkiego Domu Cylicyjskiego.